# Народный поэт Республики Марий Эл

## История
Почётное звание «Народный поэт Марийской АССР» было учреждено в 1960 году к 40-летию образования Марийской АССР. Впервые его был удостоен 42-летний поэт, лауреат Сталинской премии III степени Миклай Казаков.

## Основания для награждения
Звания «Народный поэт Республики Марий Эл» и «Народный писатель Республики Марий Эл» присваиваются писателям, поэтам, драматургам, прозаикам, литературоведам, создавшим особо ценные художественные произведения, получившие широкое общественное признание.
Лицам, удостоенным почётного звания, вручаются удостоверение и нагрудный знак.

## Список обладателей почётного звания
- Народные поэты Марийской АССР[3][4]
  - Миклай Казаков (1960).
  - Семён Вишневский (1969).
  - Макс Майн (1974).
  - Геннадий Матюковский (1980).

- Народные поэты Республики Марий Эл[4]
  - Семён Николаев (1996)[3].
  - Осмин Йыван (1997)[3].
  - Иван Горный (2003)[3].
  - Анатолий Тимиркаев (2012)[5].
  - Геннадий Сабанцев (2015)[6].